# Championnat d'Uruguay de football 1949
Navigation
Édition précédente Édition suivante
La 47e édition du championnat d'Uruguay de football est remportée par le Club Atlético Peñarol. C’est le dix-septième titre de champion du club. Peñarol l’emporte avec 6 points d’avance sur Club Nacional de Football. Rampla Juniors Fútbol Club complète le podium.
Un système de promotion/relégation est en place: Le dernier du championnat est automatiquement remplacé par le premier du championnat Intermedia, la deuxième division uruguayenne. Defensor Sporting Club est relégué en deuxième division et est remplacé par Club Atlético Bella Vista.
Tous les clubs participant au championnat sont basés dans l’agglomération de Montevideo.
Oscar Míguez (CA Peñarol) termine avec 20 buts en 18 matchs meilleur buteur du championnat. 

## Les clubs de l'édition 1949
| \| Montevideo: · Danubio Fútbol Club · Defensor · Central · Club Atlético Cerro · Wanderers · Nacional · Peñarol · Liverpool · Club Atlético Progreso · River Plate · Rampla Juniors Montevideo \| Localisation des clubs engagés dans le championnat. |
| Montevideo: · Danubio Fútbol Club · Defensor · Central · Club Atlético Cerro · Wanderers · Nacional · Peñarol · Liverpool · Club Atlético Progreso · River Plate · Rampla Juniors Montevideo                                                           |

| Club                             | Stade | Capacité | Ville      |
| -------------------------------- | ----- | -------- | ---------- |
| Danubio Fútbol Club              | -     | -        | Montevideo |
| Defensor Sporting Club           | -     | -        | Montevideo |
| Central Español Fútbol Club      | -     | -        | Montevideo |
| Club Atlético Cerro              | -     | -        | Montevideo |
| Liverpool Fútbol Club            | -     | -        | Montevideo |
| Montevideo Wanderers Fútbol Club | -     | -        | Montevideo |
| Club Nacional de Football        | -     | -        | Montevideo |
| Club Atlético Peñarol            | -     | -        | Montevideo |
| Rampla Juniors Fútbol Club       | -     | -        | Montevideo |
| Club Atlético River Plate        | -     | -        | Montevideo |

## Compétition

### Classement
Le classement est établi sur le barème de points suivant : victoire à 2 points, match nul à 1, défaite à 0.
| Rang | Équipe                      | Pts | J  | G  | N  | P  | Bp | Bc | Diff |
| ---- | --------------------------- | --- | -- | -- | -- | -- | -- | -- | ---- |
| 1    | Club Atlético Peñarol       | 34  | 18 | 16 | 2  | 0  | 62 | 17 | +45  |
| 2    | Club Nacional de Football T | 28  | 18 | 12 | 4  | 2  | 48 | 28 | +20  |
| 3    | Rampla Juniors Fútbol Club  | 23  | 18 | 6  | 11 | 1  | 27 | 18 | +9   |
| 4    | Club Atlético River Plate   | 21  | 18 | 10 | 1  | 7  | 36 | 35 | +1   |
| 5    | Club Atlético Cerro         | 17  | 18 | 7  | 3  | 8  | 31 | 35 | -4   |
| 6    | Danubio Fútbol Club         | 15  | 18 | 4  | 7  | 7  | 27 | 32 | -5   |
| 7    | Montevideo Wanderers        | 13  | 18 | 4  | 5  | 9  | 25 | 38 | -13  |
| 8    | Liverpool Fútbol Club       | 13  | 18 | 3  | 7  | 8  | 19 | 29 | -10  |
| 9    | Central Español Fútbol Club | 10  | 18 | 3  | 4  | 11 | 20 | 42 | -22  |
| 10   | Defensor Sporting Club      | 6   | 18 | 1  | 4  | 13 | 28 | 49 | -21  |

| Légende : Qualifications et relégations | Légende : Qualifications et relégations |
| --------------------------------------- | --------------------------------------- |
|                                         | Champion d’Uruguay                      |
|                                         | Relégué en deuxième division            |
|                                         | T : Tenant du titre P : Promus          |

## Bilan de la saison
| Championnat d'Uruguay de football 1949 |                                   |
| Champion                               | Club Atlético Peñarol (17e titre) |
| Promotions et relégations              |                                   |
| Promus en Primera División             | Club Atlético Bella Vista         |
| Relégués en Intermedia                 | Defensor Sporting Club            |

## Statistiques

### Meilleur buteur
1. Oscar Míguez (CA Peñarol), 20 buts.